# Добродол (Загреб)
Добродол је насељено место у саставу града Загреб, Хрватска.

## Историја
До територијалне реорганизације у Хрватској био је у саставу старе загребачке приградске општине Сесвете.

## Становништво
На попису становништва из 2021. године, Добродол је имао 1.165 становника.
| Број становника према пописима | Број становника према пописима | Број становника према пописима | Број становника према пописима | Број становника према пописима | Број становника према пописима | Број становника према пописима | Број становника према пописима | Број становника према пописима | Број становника према пописима | Број становника према пописима | Број становника према пописима | Број становника према пописима | Број становника према пописима | Број становника према пописима | Број становника према пописима | Број становника према пописима |
| ------------------------------ | ------------------------------ | ------------------------------ | ------------------------------ | ------------------------------ | ------------------------------ | ------------------------------ | ------------------------------ | ------------------------------ | ------------------------------ | ------------------------------ | ------------------------------ | ------------------------------ | ------------------------------ | ------------------------------ | ------------------------------ | ------------------------------ |
| 1857                           | 1869                           | 1880                           | 1890                           | 1900                           | 1910                           | 1921                           | 1931                           | 1948                           | 1953                           | 1961                           | 1971                           | 1981                           | 1991                           | 2001                           | 2011                           | 2021                           |
| 89                             | 90                             | 105                            | 126                            | 157                            | 171                            | 193                            | 195                            | 203                            | 213                            | 226                            | 160                            | 100                            | 116                            | 176                            | 1.203                          | 1.165                          |

Напомена: Године 1991. умањено издвајањем дела подручја насеља које је припојено насељу Марково Поље, за које садржи део података од 1890. до 1961.